# Алексис, Жак Эдуар
Жак-Эдуар Алексис (фр. Jacques-Édouard Alexis; род. 21 сентября 1947, Гонаив, Гаити) — гаитянский политик, премьер-министр Гаити с 1999 по 2001 год и с 2006 по 2008 год, когда он был смещён недовольными продовольственным кризисом.

## Личная жизнь
Алексис женат, у него четверо детей.